# خاچیک باغداساروف
خاچیک ساهاکی باغداساروف (ارمنی: Խաչիկ Սահակի Բաղդասարով؛  زادهٔ ۲۱ مهٔ ۱۹۲۹ - درگذشته ۵ اکتبر ۲۰۱۳) دانشمند، شیمی‌فیزیکدان، استاد اهل ارمنستان بود.

## زندگی‌نامه
وی در ۲۱ مهٔ ۱۹۲۹ در سمرقند به دنیا آمد و از دانشگاه ملی علوم و فناوری MISiS (۱۹۵۱) و انستیتو بلورشناسی شوبنیکوی (RAS)؟ فارغ‌التحصیل گشت. از سال ۱۹۷۱ وی عضو مکاتبه‌ای آکادمی علوم اتحاد شوروی بود. همچنین برندهٔ جوایزی همچون جایزه دولتی فدراسیون روسیه (۲۰۰۰)، نشان برجسته افتخار، نشان پرچم سرخ کار، جایزه دولتی اتحاد شوروی (۱۹۷۲) و جایزه فدوروف (۲۰۰۳) شده است. وی در ۵ اکتبر ۲۰۱۳در سن ۸۴ سالگی در مسکو درگذشت و در گورستان خاوانسکویی به خاک سپرده شد.

## یادداشت
1. ↑  Խովանսկոե գերեզմանատուն
2. ↑  ֆիզիկամաթեմատիկական գիտությունների դոկտոր
3. ↑  Գիտության և տեխնոլոգիայի ազգային համալսարան
4. ↑  Ռուսաստանի Դաշնության Պետական մրցանակ ԽՍՀՄ պետական մրցանակ